# 格勒努瓦
格勒努瓦（法語：Grenois，法語發音：[ɡʁənwa]）是法国涅夫勒省的一个市镇，属于克拉姆西区。

## 地理
格勒努瓦（47°19'14"N, 3°31'38"E）面积14.5 平方千米，位于法国勃艮第-弗朗什-孔泰大區涅夫勒省，该省份为法国中部省份，北至约讷省，西北接卢瓦雷省，西接谢尔省，南至阿列省，东南接索恩-卢瓦尔省，东临科多尔省。
与格勒努瓦接壤的市镇（或旧市镇、城区）包括：圣日耳曼德布瓦、阿南、伯夫龙、伯夫龙河畔布里农、莫拉什、塔科奈、塔隆。

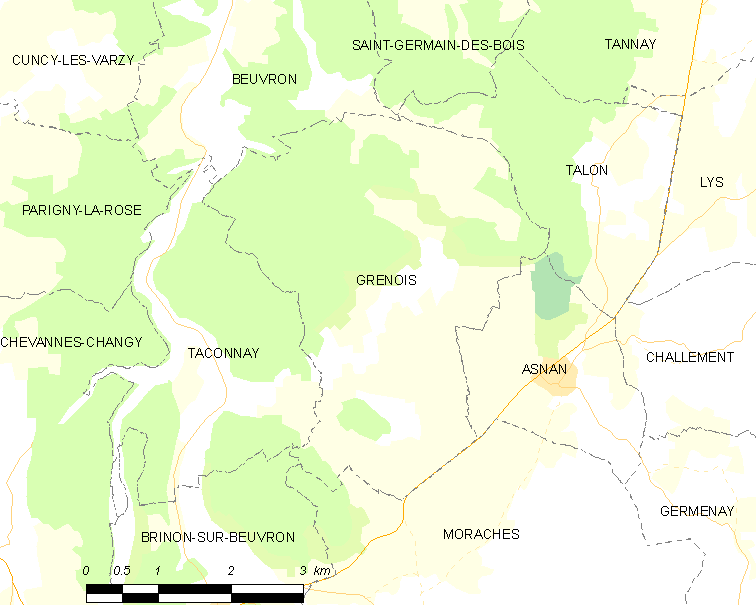
格勒努瓦的OSM定位图

格勒努瓦的时区为UTC+01:00、UTC+02:00（夏令时）。

## 行政
格勒努瓦的邮政编码为58420，INSEE市镇编码为58130。

## 政治
格勒努瓦所属的省级选区为科尔比尼县。

## 人口

1962-2008年间格勒努瓦人口变化图示

格勒努瓦于2022年1月1日时的人口数量为93人。